# Volakas (Elis)
Volakas (Grieks: Βώλακας) is een deelgemeente (dimotiki enotita) van de fusiegemeente (dimos) Pyrgos, in de Griekse bestuurlijke regio (periferia) West-Griekenland.
Volakas ligt in het voormalige departement Ileia en telt 3552 inwoners.